# Octocorallia
Classe
Synonymes
- Alcyonaria Dana, 1846

Les octocoralliaires (Octocorallia), anciennement Alcyonaria, sont une classe de cnidaires appelés coraux même s'ils ne font pas partie du groupe des Scleractinia (coraux durs bâtisseurs de récifs tropicaux). 

## Description et caractéristiques

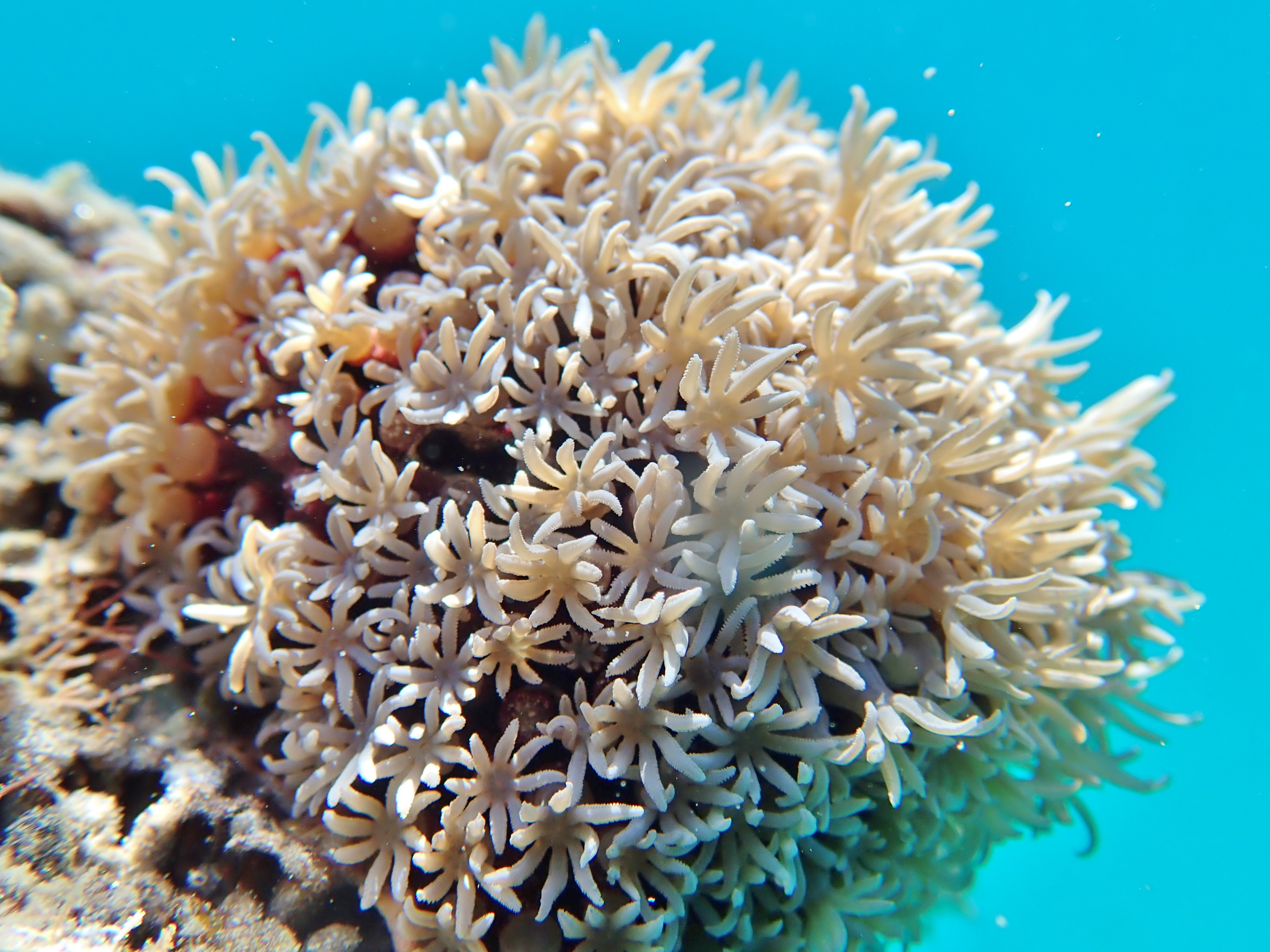
Sur ce Tubipora musica, on distingue bien les 8 tentacules des polypes.

Ce sont des anthozoaires possédant un pharynx ectodermique (ovalaire ou aplati dans le cas d'une symétrie bilatérale) et une cavité gastrique séparée par huit cloisons (dont les bords libres sont riches en cellules digestives, les entéroïdes). Comme tous les anthozoaires, on ne les trouve que sous la forme polype (benthique sédentaires). Ces cnidaires ont une symétrie d'ordre huit (les organes et tentacules sont représentés huit fois). De plus ils sont facilement reconnaissables car leurs tentacules possèdent des ramifications en forme de plumes (pinnules).
Les octocoralliaires constituent une sous-classe au sein de la classe des anthozoaires (embranchement des cnidaires). 
Traditionnellement, on les divise en 5 ordres :
- Les coraux durs : squelette calcaire rouge et forme des colonies à l'aspect de mousse ;
- Les gorgonides : squelette d'une protéine proche de la corne et aspect d'éventail ;
- Les alcyonides : polype noyé dans une masse gélatineuse ;
- Les stolonifères : squelette rouge intense et formes d'orgues (tubes accolés les uns aux autres) ;
- Les pennatulides : vivent piqués dans la vase par leur base et ressemblent à des feuilles.

Une étude publiée en 2022 a remanié la classification en 2 ordres. 

## Taxinomie
Le taxon Alcyonaria devrait bénéficier des règles d'antériorité, mais l'ITIS le juge invalide du fait qu'il a été employé de façon ambiguë, au sens de la sous-classe Alcyonaria ou de l'ordre Alcyonacea.

## Liste des ordres
| Selon World Register of Marine Species (8 août 2023) : - ordre des Malacalcyonacea McFadden, van Ofwegen & Quattrini, 2022 (synonyme de Holaxonia) - ordre des Scleralcyonacea McFadden, van Ofwegen & Quattrini, 2022 | Selon ITIS (29 janvier 2014) : - ordre des Alcyonacea Lamouroux, 1816 - ordre des Helioporacea - ordre des Pennatulacea Verrill, 1865 - ordre des Telestacea Hickson, 1930 | Selon Paleobiology Database (29 janvier 2014) : - Alcyonacea - Coenothecalia - Echmatocrinidae - Gorgonacea - Helioporacea - Plexauridae |

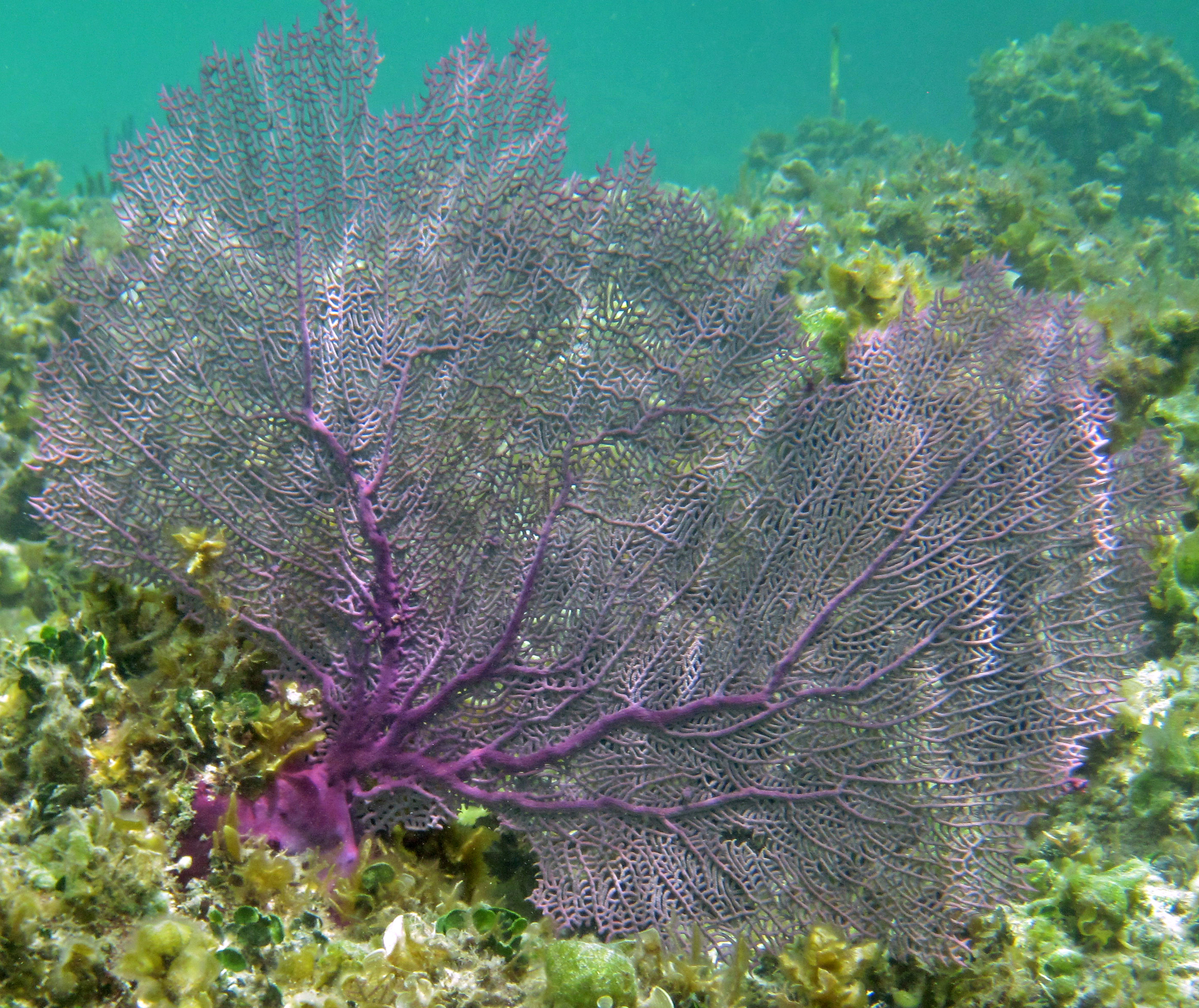
Gorgonia ventalina, une Malacalcyonacea (ex-Alcyonacea)
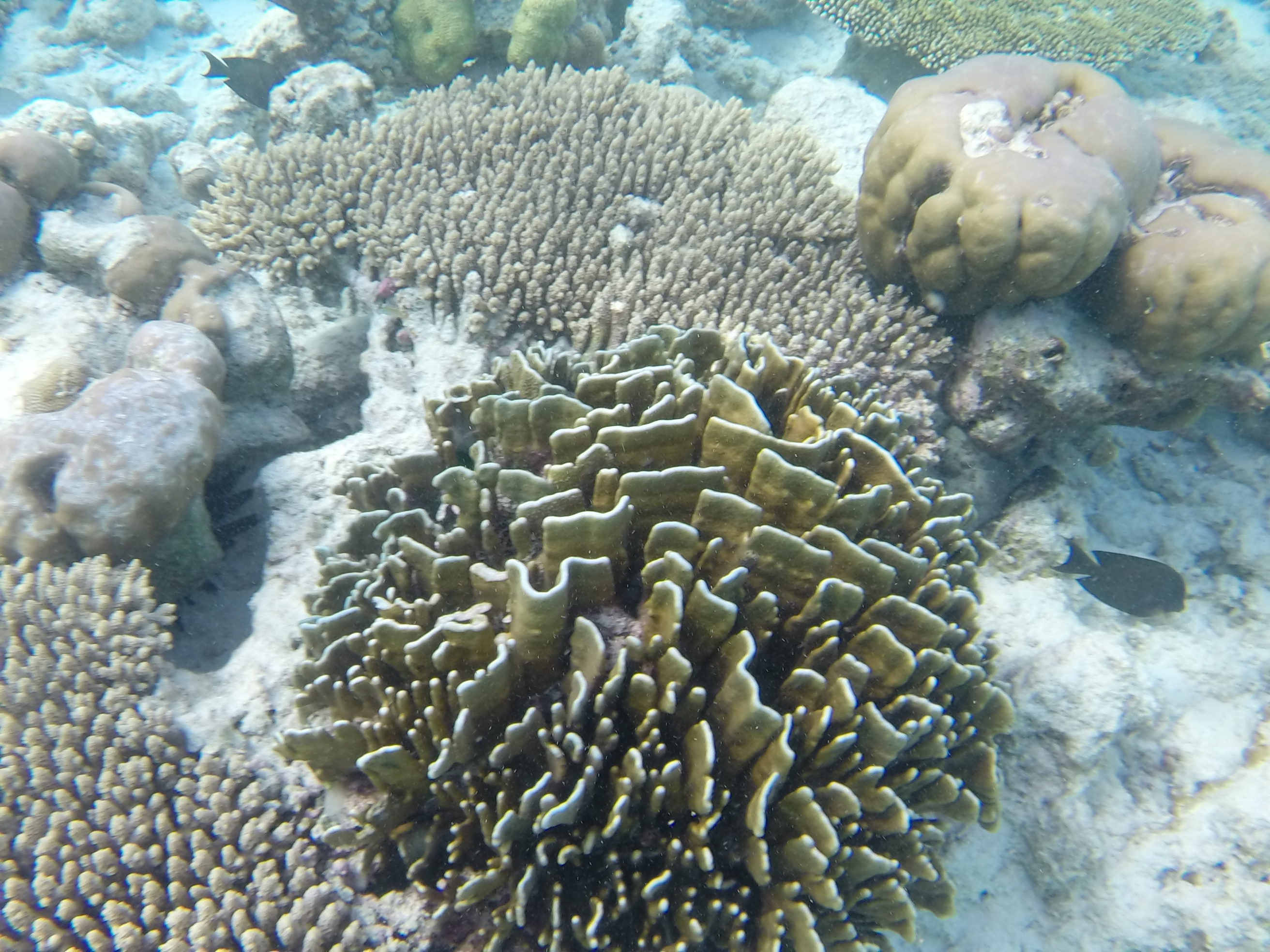
Heliopora coerulea, un Scleralcyonacea (ex-Helioporacea)
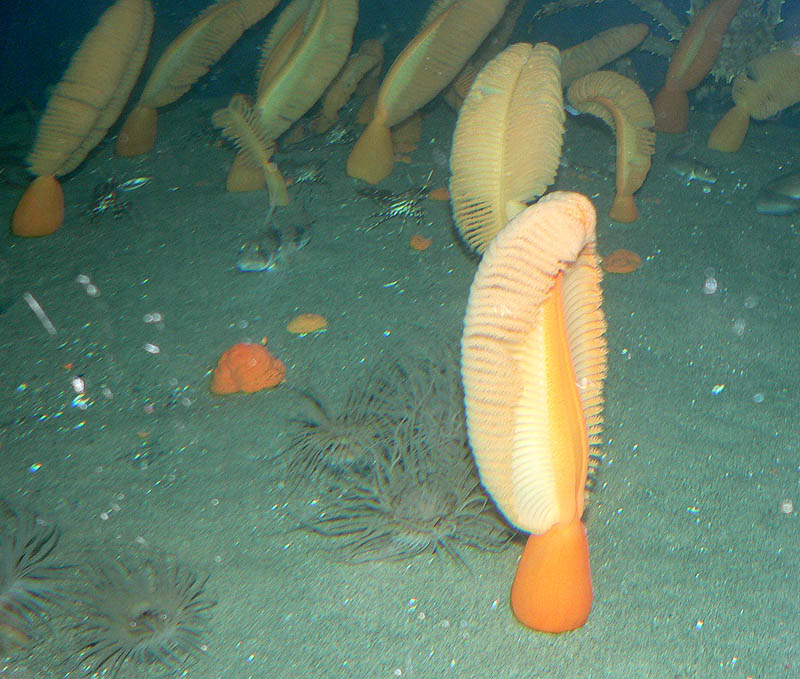
Ptilosarcus gurneyi, une pennatule (Pennatuloidea ou Pennatulacea)